# Seznam českých hráčů v NHL v sezóně 2020/2021
Toto je seznam hráčů Česka, kteří se objevili v NHL v sezóně 2020/2021.
- Nehráli play-off

| Klub                         | Hráč                                                       | Link           | Play off                                                 |
| Západní divize               | Západní divize                                             | Západní divize | Západní divize                                           |
| ---------------------------- | ---------------------------------------------------------- | -------------- | -------------------------------------------------------- |
| Anaheim Ducks                | nikdo                                                      | Zde            | Ne                                                       |
| Arizona Coyotes              | nikdo                                                      | Zde            | Ne                                                       |
| Colorado Avalanche           | Pavel Francouz • Martin Kaut                               | Zde            | Druhé kolo (prohra 2:4 na zápasy s Vegas Golden Knights) |
| Los Angeles Kings            | Martin Frk                                                 | Zde            | Ne                                                       |
| Minnesota Wild               | nikdo                                                      | Zde            | První kolo (prohra 3:4 na zápasy s Vegas Golden Knights) |
| San Jose Sharks              | Tomáš Hertl • Radim Šimek                                  | Zde            | Ne                                                       |
| St. Louis Blues              | nikdo                                                      | Zde            | První kolo (prohra 0:4 na zápasy s Colorado Avalanche)   |
| Vegas Golden Knights         | Tomáš Nosek                                                | Zde            | Semifinále (prohra 2:4 na zápasy s Montreal Canadiens)   |
| Střední divize               |                                                            |                |                                                          |
| Carolina Hurricanes          | Martin Nečas • Petr Mrázek                                 | Zde            | Druhé kolo (prohra 1:4 na zápasy s Tampa Bay Lightning)  |
| Chicago Blackhawks           | Dominik Kubalík • David Kämpf                              | Zde            | Ne                                                       |
| Columbus Blue Jackets        | nikdo                                                      | Zde            | Ne                                                       |
| Dallas Stars                 | Radek Faksa                                                | Zde            | Ne                                                       |
| Detroit Red Wings            | Filip Hronek • Filip Zadina • Jakub Vrána                  | Zde            | Ne                                                       |
| Florida Panthers             | Radko Gudas                                                | Zde            | První kolo (prohra 2:4 na zápasy s Tampa Bay Lightning)  |
| Nashville Predators          | nikdo                                                      | Zde            | První kolo (prohra 2:4 na zápasy s Carolina Hurricanes)  |
| Tampa Bay Lightning Vítěz SC | Ondřej Palát • Jan Rutta                                   | Zde            | Finále výhra 4:1 na zápasy s Montreal Canadiens          |
| Severní divize               |                                                            |                |                                                          |
| Calgary Flames               | Dominik Simon                                              | Zde            | Ne                                                       |
| Edmonton Oilers              | Dominik Kahun                                              | Zde            | První kolo (prohra 0:4 na zápasy s Winnipeg Jets)        |
| Montreal Canadiens           | Michael Frolík                                             | Zde            | Finále prohra 1:4 na zápasy s Tampa Bay Lightning]       |
| Ottawa Senators              | nikdo                                                      | Zde            | Ne                                                       |
| Toronto Maple Leafs          | David Rittich                                              | Zde            | První kolo (prohra 3:4 na zápasy s Montreal Canadiens)   |
| Vancouver Canucks            | nikdo                                                      | Zde            | Ne                                                       |
| Winnipeg Jets                | nikdo                                                      | Zde            | Druhé kolo (prohra 0:4 na zápasy s Montreal Canadiens)   |
| Východní divize              |                                                            |                |                                                          |
| Boston Bruins                | David Krejčí • David Pastrňák • Ondřej Kaše • Jakub Zbořil | Zde            | Druhé kolo (prohra 2:4 na zápasy s New York Islanders)   |
| Buffalo Sabres               | nikdo                                                      | Zde            | Ne                                                       |
| New Jersey Devils            | Pavel Zacha                                                | Zde            | Ne                                                       |
| New York Islanders           | nikdo                                                      | Zde            | Semifinále (prohra 3:4 na zápasy s Tampa Bay Lightning)  |
| New York Rangers             | Libor Hájek • Filip Chytil                                 | Zde            | Ne                                                       |
| Philadelphia Flyers          | Jakub Voráček • David Kaše                                 | Zde            | Ne                                                       |
| Pittsburgh Penguins          | Radim Zohorna                                              | Zde            | První kolo (prohra 2:4 na zápasy s New York Islanders)   |
| Washington Capitals          | Michal Kempný • Vítek Vaněček                              | Zde            | První kolo (prohra 1:4 na zápasy s Boston Bruins)        |